# Christian Verrier
Christian Verrier, né le 4 octobre 1952 à Châteauroux, est un footballeur français.

## Biographie
En 1971, le président de La Berrichonne de Châteauroux, Claude Jamet, rappelle Gérard Wozniok à la tête de l'équipe première. C'est lui qui lance Christian Verrier dans le monde professionnel.

## Statistiques
Ce tableau présente les statistiques de Christian Verrier en tant que joueur professionnel,.
| Saison                | Club                  | Championnat           | Championnat | Championnat | Coupe(s) nationale(s) | Coupe(s) nationale(s) | Total | Total |
| Saison                | Club                  | Division              | M.          | B.          | M.                    | B.                    | M.    | B.    |
| 1971-1972             | LB Châteauroux        | D2                    | 16          | 4           | 2                     | 0                     | 18    | 4     |
| 1972-1973             | LB Châteauroux        | D2                    | 31          | 6           | 1                     | 0                     | 32    | 6     |
| 1973-1974             | LB Châteauroux        | D2                    | 33          | 7           | 3                     | 0                     | 36    | 7     |
| 1974-1975             | LB Châteauroux        | D2                    | 31          | 3           | -                     | -                     | 31    | 3     |
| 1975-1976             | LB Châteauroux        | D2                    | 27          | 3           | -                     | -                     | 27    | 3     |
| 1976-1977             | LB Châteauroux        | D2                    | 24          | 4           | 2                     | 0                     | 26    | 4     |
| 1977-1978             | LB Châteauroux        | D2                    | 23          | 3           | 1                     | 0                     | 24    | 3     |
| 1978-1979             | LB Châteauroux        | D2                    | 27          | 2           | 1                     | 0                     | 28    | 2     |
| 1979-1980             | LB Châteauroux        | D2                    | 29          | 5           | 1                     | 0                     | 30    | 5     |
| 1980-1981             | LB Châteauroux        | D2                    | 14          | 0           | 5                     | 2                     | 19    | 2     |
| Total sur la carrière | Total sur la carrière | Total sur la carrière | 255         | 37          | 16                    | 2                     | 271   | 39    |